# Testa di donna con elaborata pettinatura
Il disegno Testa di donna con elaborata pettinatura è opera di Andrea del Verrocchio ed è conservato a Londra, al British Museum. Sul verso dello stesso foglio l'artista tracciò un secondo ritratto femminile, su identico modello.

## Storia e descrizione
Sul recto di un foglio Verrocchio disegnò la Testa di donna con elaborata pettinatura,  e sul verso dello stesso foglio il volto di un'altra donna, dagli stessi connotati e con il capo un po' inclinato verso sinistra. La tecnica usata nei due disegni è identica: carboncino e ritocchi di inchiostro marroncino a penna, con rialzi di biacca, su cartoncino marrone chiaro. Le misure sono 32,4x27,3 cm. I lunghi e intrecciati capelli definiscono i contorni di una bellezza ideale.
Verrocchio è stato maestro a un genio come Leonardo da Vinci, ma anche caposcuola di altri artisti, come Lorenzo di Credi e il Perugino. Nei disegni lo stile di questi artisti talvolta conduce a risultati simili e l'esatta attribuzione è stata laboriosa. «Ogni capello - scrive Berenson  è filato con squisita delicatezza, formando massa con glia altri.»
L'opera è stata presentata a una mostra a Londra nel 2010 e a Firenze nel 2011.